# Shawn Lane
Shawn Lane (Memphis, Tennessee, 1963. március 21. – Memphis, 2003. szeptember 26.) amerikai gitáros, zongorista, dalszerző és producer. 1992-ben jelent meg első szólólemeze, melyet több is követett. Dolgozott Jonas Hellborg oldalán is.

## Pályafutása
Csodagyerekként négyévesen kezdett csellózni és zongorázni. Nyolcévesen fedezte fel magának a gitárt. Tízévesen már saját zenekara volt. Lane otthonában folytak a próbák, így amikor az együttes többi tagja nála hagyta hangszerét, Lane azokon is megtanult játszani. Karrierje 15 évesen indult be amikor a Black Oak Arkansas nevű southern rock banda gitárosa lett. A Black Oak Arkansas keretein belül nem készített lemezt, de a rögzített képanyag alapján már ekkor átlagon felüli képességekkel rendelkezett.
1982-ben visszavonult, hogy a zongorára koncentrálva zeneelméletet és komponálást tanuljon. Ezután feldolgozásokat játszó klubcsapatokban játszott, mielőtt megalakította volna Willys nevű együttesét. A Willys a memphisi Peabody Hotel állandó zenekara lett. Sok turnéján itt megszálló zenész látta Lane játékát, és híre szájról szájra terjedt. Nemsokára sessionzenész lett, aminek hatására lemezszerződéshez jutott. 1992-ben jelent meg első szólólemeze Powers of Ten címmel, ahol minden dalt ő írt, ő volt a producer és minden hangszert egymaga játszott fel. Az album boltokba kerülése után a Guitar Player magazin a legígéretesebb tehetségként emlegette, a Keyboard magazinban pedig második helyezést ért el a legjobb billentyűs kategóriában, ám az elismerések ellenére sem tudott kitörni az "underground gitárhős" kategóriából.
1994-ben állt össze Jonas Hellborggal a szintén világzenei és fúziós stílusokban kalandozó svéd basszusgitárossal, akivel nyolc CD-t adtak ki. További szólólemezei is napvilágot láttak: The Tritone Fascination, Powers of Ten Live. 2001-től egészségügyi problémákkal küszködött, majd 2003. szeptember 26-án egy műtétet követően elhunyt.

## Stílus
Bár több hangszeren kiismeri magát, főleg gitárjátéka révén hagyott maradandó nyomokat maga után a gitárzene kedvelői közt. Stílusában játszi könnyedséggel keveredik a rock a jazz és a világzene. Stílusára jellemző a határozott dallamérzék, a fejlett improvizációs készség valamint a villámgyors futamok. Zeneelméleti jártassága kompozícióiban is visszatükröződik, melyek bonyolultságuk ellenére is könnyen megjegyezhető dallamokkal bírnak.

## Felszerelés
Gitárok: Vigier Excalibur Supra, Vigier Excalibur Surfreter fretless gitár
Erősítő: Peavy Trans Tube FEX előfok
Pedálok: Line6 DL4 Delay Modeller

## Diszkográfia
Szóló:
- 1992 West Side Boogie (Promo)
- 1992 Powers of Ten
- 1999 The Tri-Tone Fascination
- 2001 Powers of Ten: Live!

Michael Shrieve:
- 1996 Two Doors

Jonas Hellborggal
- 1995 Abstract Logic
- 1996 Temporal Analogues of Paradise
- 1997 Time Is the Enemy
- 1999 Zenhouse
- 2000 Good People in Times of Evil
- 2002 Personae
- 2003 Icon

Carl Kinggel:
"How To Sell The Whole F#@!ing Universe To Everybody... Once And For All!" 2005